# Berlage (cráter)
Berlage es un antiguo cráter de impacto que se encuentra en el hemisferio sur de la cara oculta de la Luna. El cráter más pequeño Bellinsgauzen está unido a su borde norte, y Cabannes se halla a menos de  un diámetro del cráter hacia el noroeste. Al este-noreste de Berlage se sitúa Lemaître.
Esta formación es infrecuente por la alta densidad de pequeños cráteres de impacto que se encuentran en todo el interior y a lo largo del borde, sobre todo en la mitad norte. El cráter está muy erosionado, y su perfil original se ha desgastado con el paso del tiempo. Una combinación de tres pequeños cráteres se extiende más allá del borde norte, en el extremo oriental del perímetro donde Berlage se une a Bellinsgauzen.

## Cráter satélite

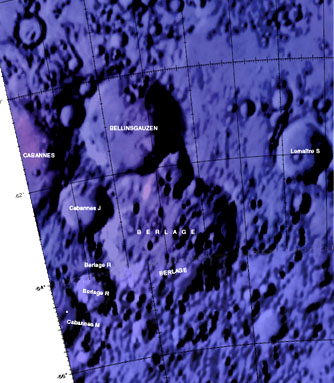
Entorno de Berlage

Por convención estos elementos son identificados en los mapas lunares poniendo la letra en el lado del punto medio del cráter que está más cerca de Berlage.
|         | \| Berlage \| Coordenadas \| Diámetro \| \| ------- \| ---------------------------------- \| -------- \| \| R \| 64°05′S 167°31′O / -64.09, -167.52 \| 27 km \| |          |
| Berlage | Coordenadas | Diámetro |
| R       | 64°05′S 167°31′O / -64.09, -167.52 | 27 km    |